# جون دبليو. غريفين
جون دبليو. غريفين (بالإنجليزية: John W. Griffin)‏ هو عالم إنسان أمريكي، ولد في 8 نوفمبر 1919 في كونرسفيل في الولايات المتحدة، وتوفي في 3 سبتمبر 1993 في سانت أوغسطين في الولايات المتحدة.